# Louteridium mexicanum
Louteridium mexicanum là một loài thực vật có hoa trong họ Ô rô. Loài này được (Baill.) Standl. mô tả khoa học đầu tiên năm 1926.